# Cobanus beebei
Cobanus beebei är en spindelart som beskrevs av Alexander Petrunkevitch 1914. Cobanus beebei ingår i släktet Cobanus och familjen hoppspindlar. Inga underarter finns listade i Catalogue of Life.